# 康真君廟
康真君廟，俗稱康公廟，在澳門有兩家。

## 望廈康真君廟

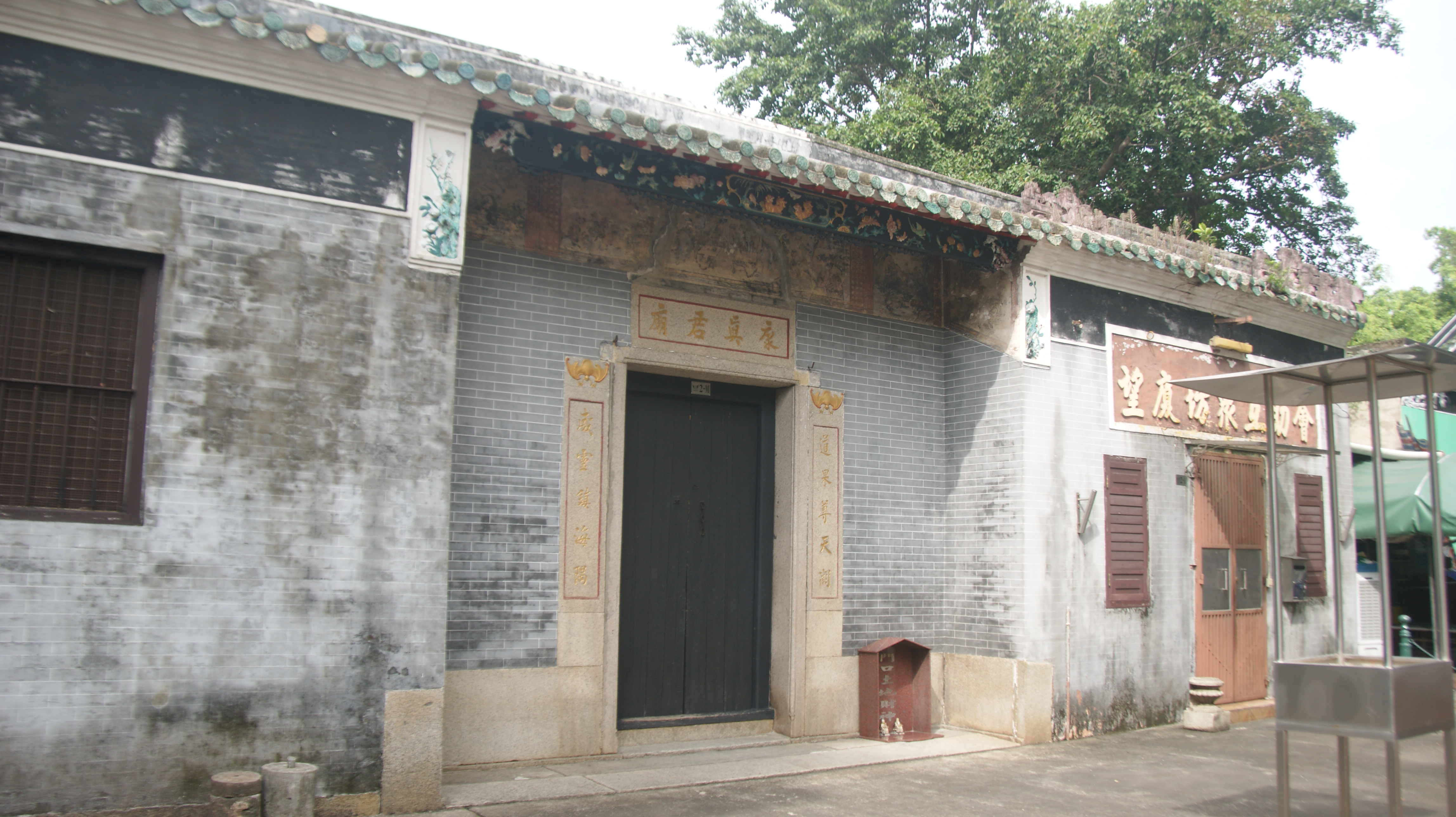
望廈康真君廟

望廈康真君廟位於美副將大馬路、普濟禪院側，始建於嘉慶二十二年(公元1817年)現存為道光元年建築，光緒三年(1875年)重修。
廟會門聯「道果尊天闕，威靈鎮海隅」康公廟一列三楹，東側供奉康真君大帝，西側供奉天后元君。廟中現存光緒年間古碑,「康真君廟嘗碑誌」誌述此廟所擁有的廟產。
已改建成望廈坊會會址。

## 十月初五街康真君廟

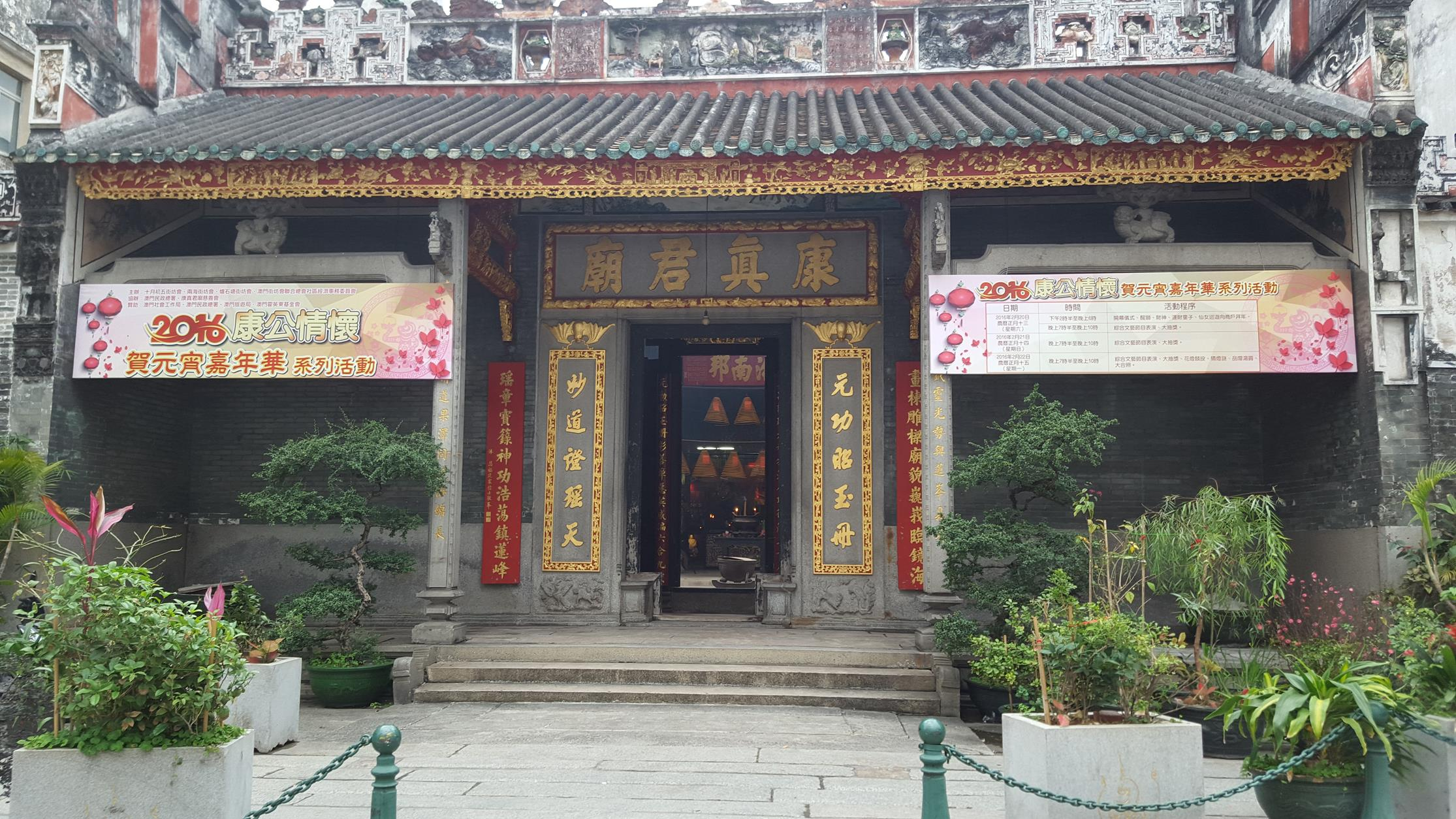
十月初五街康真君廟

另一家康真君廟位於十月初五街中段、與草堆街交界處東南角。前為康公廟前地。屬澳門文物名錄最高級的「紀念物」一級。
1860年始建。廟址原來瀕海，昔日有人於附近海濱拾獲一尊木製神像，遂建廟供奉。康公廟入門供奉花粉夫人，正殿供奉康公真君，左為南海廣利洪聖大王，右為西山金聖候王。偏殿則前後供奉六祖聖佛及華佗先師。建築結構方面，廟內是通過一個庭院將廟的各殿相聯一起，具中國南方建築的特點。廟頂有多色赤陶製成的薄浮雕檐壁。
2010年2月22日晚上，廟宇曾發生火警，廟內正中央、一張清朝咸豐年間製造的三層金木雕貢檯，以及貢檯上一套五貢被燒成灰燼，周圍兩尊紫漆箔神像及案台亦被燻黑，其中右側的西山金聖侯王神像腿部被燒穿一個洞。廟中的酒船石也是咸豐年間刻成。